# Saint-Romain-de-Jalionas
Saint-Romain-de-Jalionas is een gemeente in het Franse departement Isère (regio Auvergne-Rhône-Alpes). De plaats maakt deel uit van het arrondissement La Tour-du-Pin. Saint-Romain-de-Jalionas telde op 1 januari 2022 3.405 inwoners. 

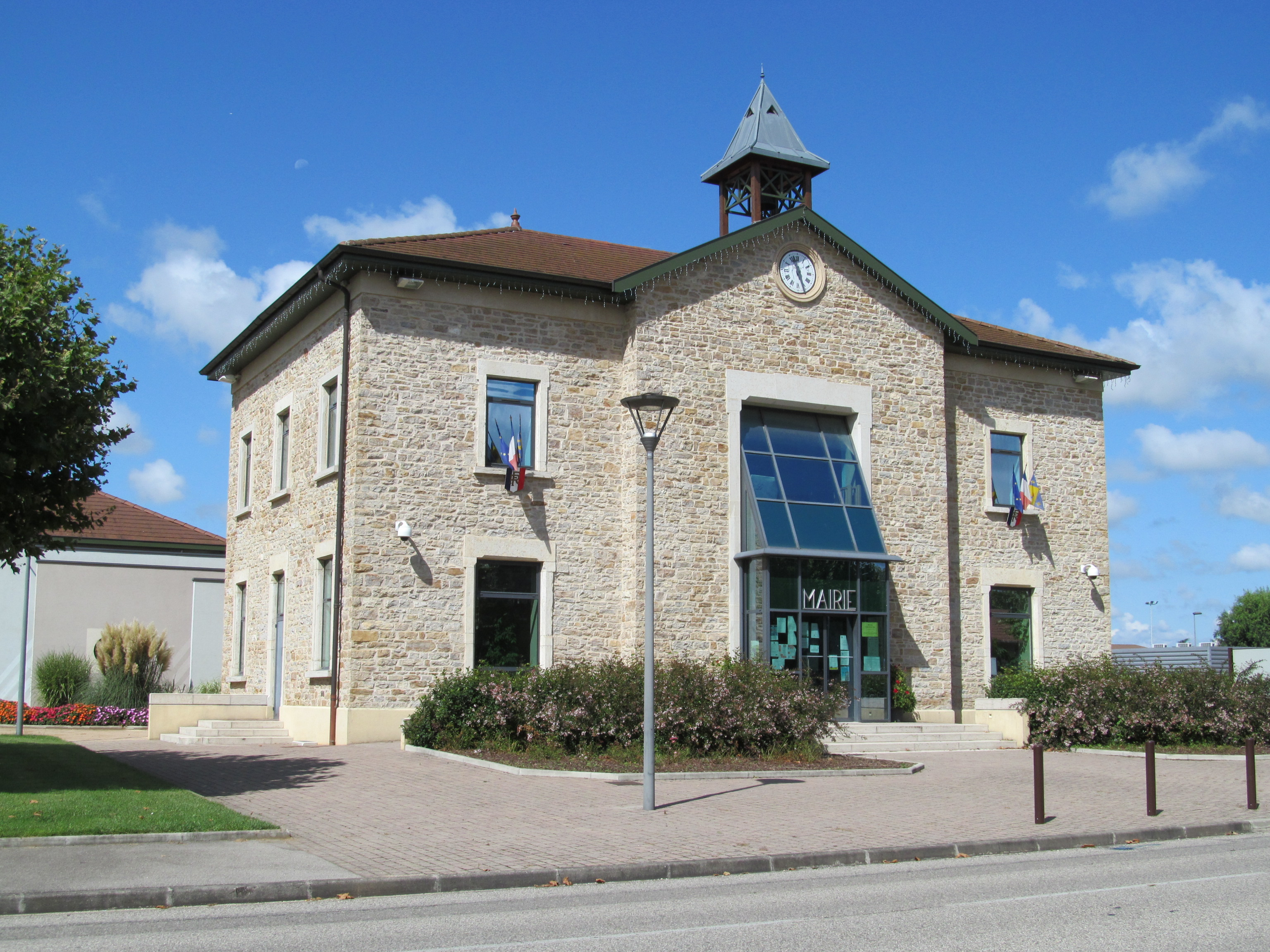
Gemeentehuis
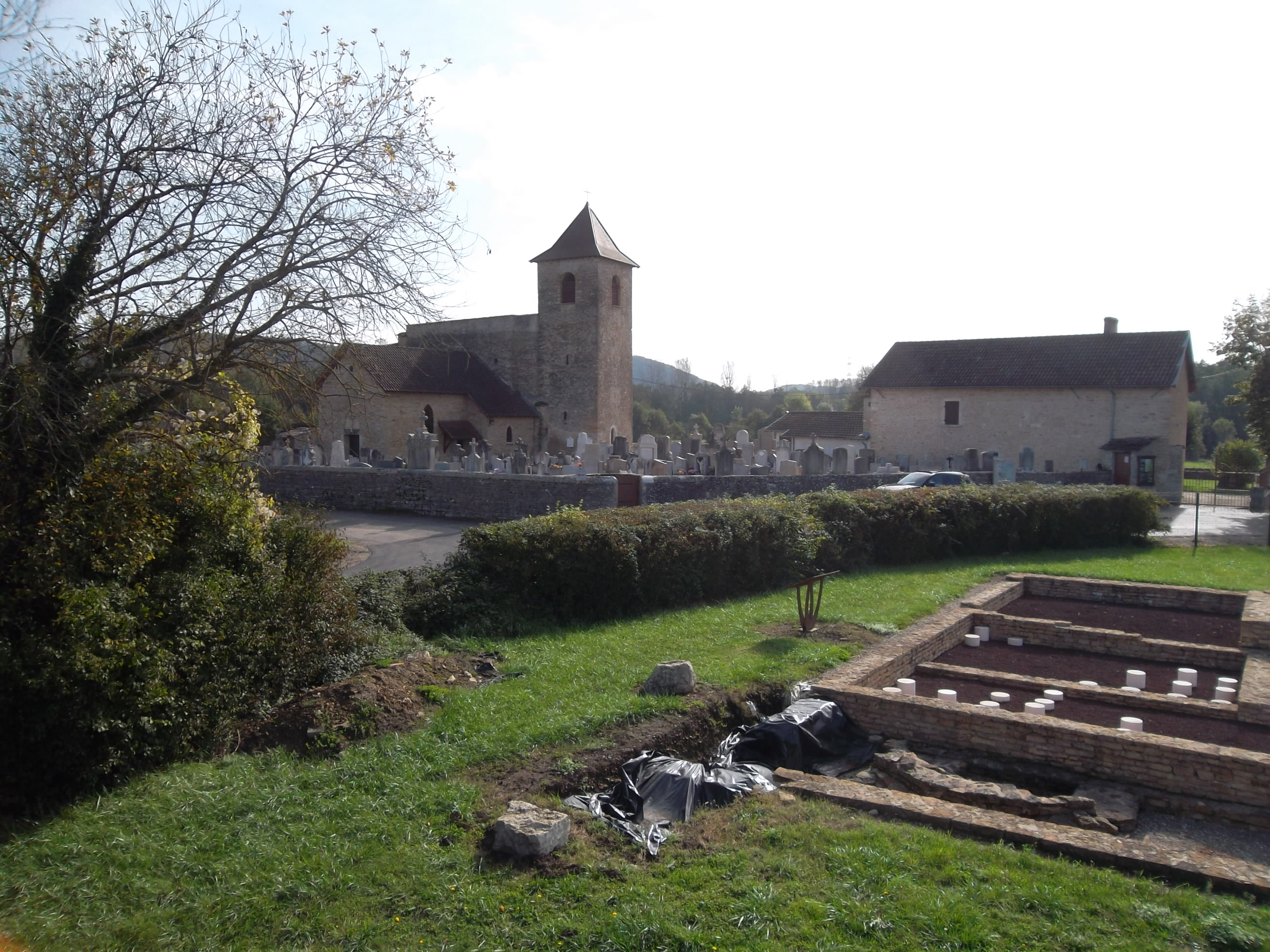
Archeologische site in Saint-Romain-de-Jalionas
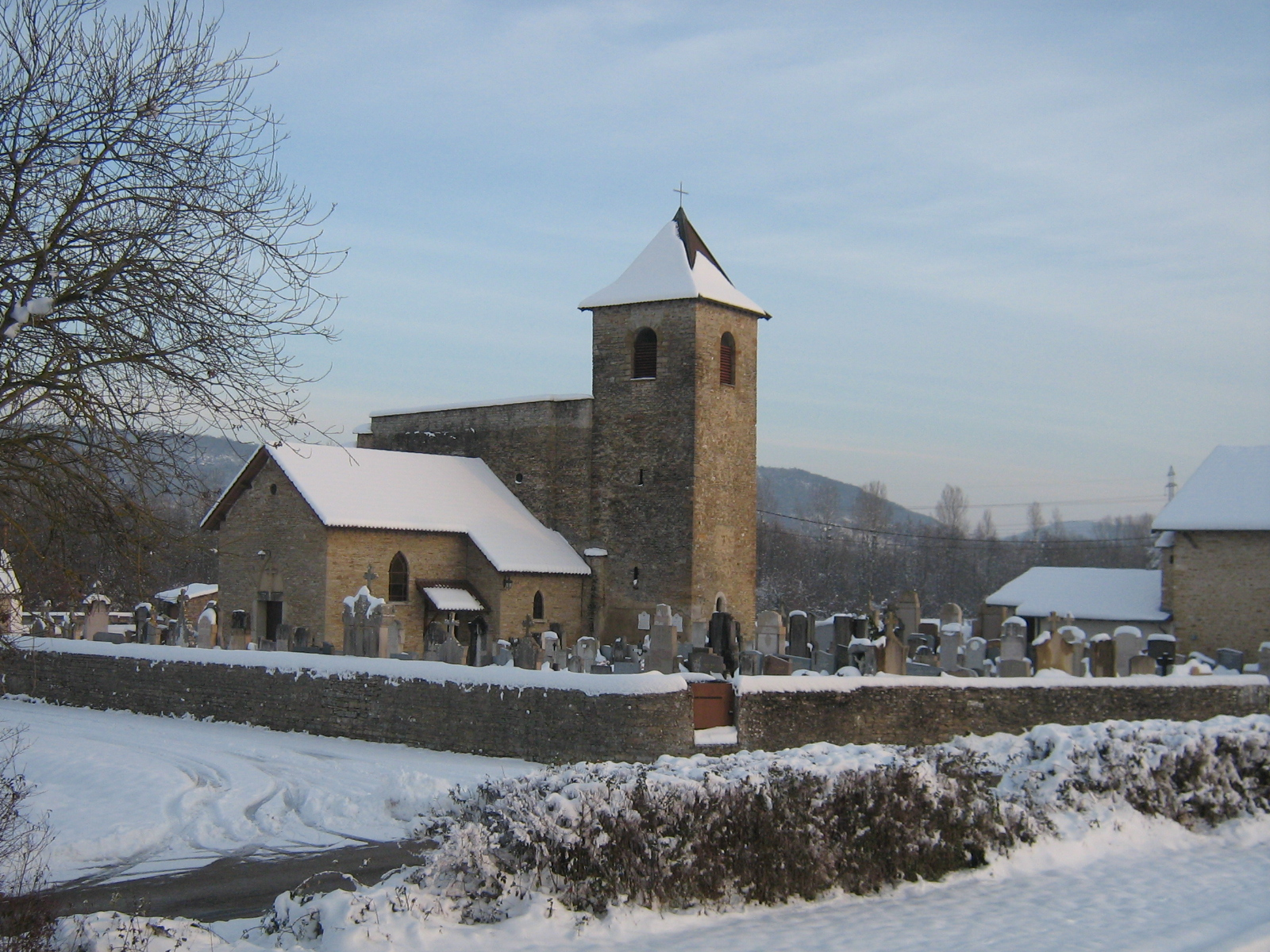
Kerk van Saint-Romain-de-Jalionas

## Geografie
De oppervlakte van Saint-Romain-de-Jalionas bedroeg op 1 januari 2022 13,65 vierkante kilometer; de bevolkingsdichtheid was toen 249,5 inwoners per km².

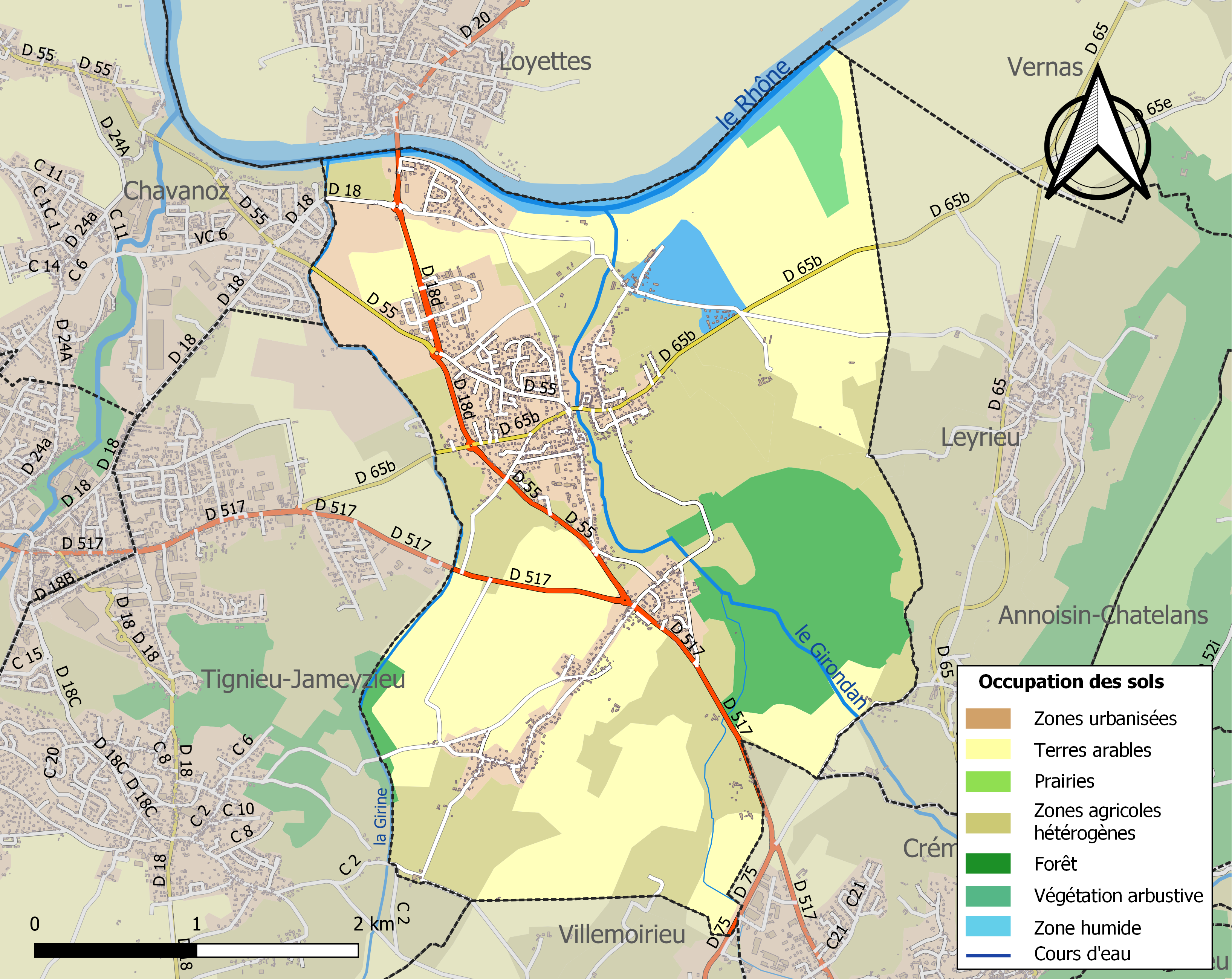
Kaart van de gemeente met de belangrijkste infrastructuur, bodemgebruik en omliggende gemeenten

## Demografie
Onderstaande figuur toont het verloop van het inwonertal (bron: INSEE-tellingen).